# Гришкявичюс, Альгирдас Ляонович
Альгирдас Ляонович Гришкявичюс — советский хозяйственный и политический деятель.

## Биография
Родился в 1931 году в Шяуляе. Член КПСС с 1960 года.
Окончил Каунасский политехнический институт.
В 1955—1962 гг. — инженер Вильнюсского электротехнического завода, главный инженер Вильнюсского завода радиокомпонентов.
В 1962—1965 гг. — заведующий сектором Управления Литовского совнархоза.
В 1966—1971 гг. — заместитель директора завода «Сигма».
В 1971—1990 гг. — директор Вильнюсского завода пластмассовых изделий.
Лауреат Государственной премии Литовской ССР 1978 года.
Заслуженный инженер Литовской ССР (1980).
За создание высокопроизводительных автоматизированных безотходных производств переработки пластмасс с применением робототехники был в составе коллектива удостоен Государственной премии СССР в области науки и техники 1984 года.
Жил в Литве.

## Награды
- Орден Октябрьской Революции (1981)